# Carrom
Il Carrom è un gioco da tavolo per 2 o 4 giocatori molto antico, originario dell'India, chiamato anche biliardo da dita; lo scopo del gioco è imbucare le proprie pedine negli angoli colpendole con una pedina apposita, fatta muovere con dei colpetti dati con le dita.

## Le origini
Le origini del Carrom sono incerte, molto probabilmente ha origini asiatiche, in particolare indiane, ma alcuni documenti indiani lo descrivono come originario del Regno Unito. Anche lo Yemen, l'Etiopia e il Nord Africa potrebbero essere potenziali paesi d'origine.

## Il gioco

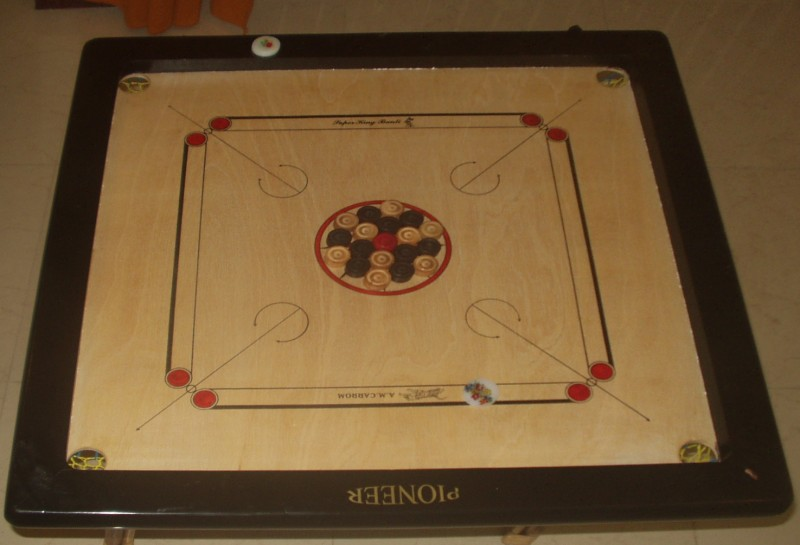
Tavolo da Carrom

Il materiale necessario per giocare a Carrom è abbastanza comune, serve un tavolo quadrato con il lati da 29 pollici (circa 75 cm) e 21 pedine (9 nere, 9 bianche, 2 striker e 1 rossa). Il tavolo ha quattro buche, una per ogni angolo, e ha i bordi rialzati, solitamente sulla superficie sono disegnate delle figure geometriche utili per il gioco, come il cerchio centrale.

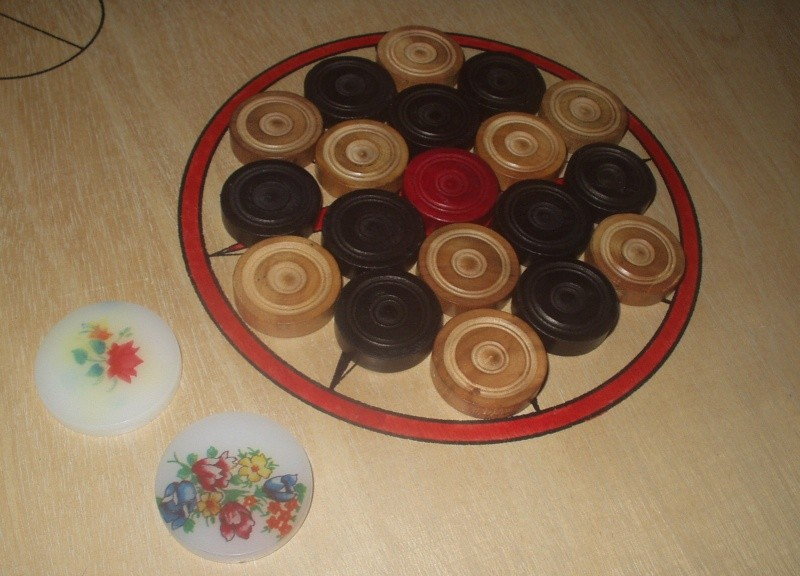
Le pedine del Carrom

Il gioco inizia con le pedine bianche e nere più la regina, disposte nel cerchio centrale (come nell'immagine), i giocatori si siedono uno di fronte all'altro su lati opposto del tavolo, viene sorteggiato il primo giocatore che inizia spaccando, quindi si cerca di imbucare le proprie pedine, il giocatore che ha iniziato ha le bianche e l'altro le nere; si possono colpire le pedine solo con lo striker, che deve essere toccato solo con un dito e deve essere posizionato sulla riga vicino alla propria postazione (come nella prima figura) e non è possibile alzarsi dal tavolo; si possono quindi usare tutte e due le mani; il cerchio rosso deve essere completamente sgombro o totalmente coperto dallo striker prima del lancio, non può essere coperto solo in parte.
Il giocatore continua a lanciare finché imbuca le proprie pedine o la regina. La regina, la pedina rossa, può essere imbucata solo dopo avere imbucato prima una propria pedina, e deve essere confermata imbucando subito dopo un'altra pedina propria. Nel caso non si riuscisse a confermare la regina imbucando un'altra pedina propria,  la regina va riposizionata al centro del tavolo.
La partita viene vinta dal giocatore che imbuca per primo tutte le proprie pedine e gli viene assegnato un punto per ogni pedina avversaria rimanente più tre punti nel caso il vincitore abbia imbucato anche la regina (massimo 12 in uno stesso board); condizione necessaria affinché termini una partita è aver imbucato almeno una volta la regina, ed aver confermato la mossa.
Il gioco può essere anche giocato a squadre, in una partita 2 contro 2 chiamata doppio, i giocatori si dispongono uno per lato, con il compagno opposto e il turno passa in senso antiorario.
Spaccando una volta ciascuno e sommando i punti, la partita termina quando venga raggiunto il punteggio di 25 punti oppure vengano effettuate 8 "spaccate".

## Eventi in Italia
La Federazione Italiana Carrom e altri club presenti sul territorio nazionale organizzano eventi, manifestazioni e tornei con cadenza periodica. Giocatori italiani hanno partecipato e partecipano dal 1995 ad eventi internazionali, come i campionati mondiali tenutisi a febbraio 2008 in Francia, la cui finale è andata in onda su Eurosport.
Nel 2010 Gianluca Cristiani e Shriyantha Weerasinghe hanno vinto il titolo europeo di doppio.